# Scirpophaga lineata
Scirpophaga lineata là một loài bướm đêm trong họ Crambidae.